# Dodo Trail
Le Dodo Trail est une épreuve de trail disputée à Maurice. Il a été créé en 2011.

## Histoire
La course voit le jour en 2011 lorsque Yan De Maroussem, détenteur du record du tour de l'île Maurice à pied, décide de créer un ultra-trail sur son île. Il fait appel au directeur de l'agence de voyages Dodo Travel Louis de Spéville et à son fils Yannick, pour l'aider à concrétiser son idée. La première édition a lieu le 31 juillet 2011 et l'épreuve principale traverse l'île du nord au sud sur un parcours de 80 kilomètres. Deux figures internationales du trail y prennent le départ, le Népalais Dawa Sherpa et le Français Ludovic Pommeret qui s'impose,.
Jugé trop roulant par Yan De Maroussem, le parcours de l'épreuve principale de 80 kilomètres est revu dès 2012. Il est raccourci à 50 kilomètres et voit son tracé entièrement revu pour être plus exigeant techniquement,.
L'évènement accueille les championnats d'Afrique de skyrunning 2015 sur ses parcours très techniques. Les Sud-Africains Thabang Madiba et Landie Greyling sont titrés sur l'épreuve d'Ultra SkyMarathon courue dans le cadre du 50 km tandis que le Ti Dodo Trail de 25 km couronne le Mauritien Rishi Chundy et la Réunionnaise Estelle Carret sur l'épreuve de SkyRace.
L'évènement n'a pas lieu en 2016. Le groupe IBL reprend l'organisation de la course qui est relancée en 2017.
L'édition 2020 est annulée en raison de la pandémie de Covid-19.
Le record de participation est battu en 2022 avec plus de 2 000 coureurs au départ, confirmant son statut d'épreuve de référence à Maurice,.

## Parcours

### Xtreme
Le départ est donné au pied du morne Brabant dont le parcours effectue l'ascension. Après être descendu, il longe la côte sud de l'île et effectue l'ascension du petit Morne avant de se diriger vers les forêts du parc national des gorges de Rivière Noire. Le parcours effectue l'ascension du piton Canot puis passe à proximité de la cascade de Chamarel. Il effectue ensuite l'ascension du piton de la Petite Rivière Noire et atteint son point culminant au sommet à 828 m d'altitude. Il suit la crête jusqu'au grand Piton et descend jusqu'au fond des gorges. Il remonte ensuite sur le plateau Remousse et emprunte le sentier de mare aux Joncs. Le parcours atteint le point de vue Machabée et redescend dans les gorges. Il effectue une dernière ascension sur la tourelle de Tamarin et rejoint le village de Tamarin où est donnée l'arrivée. Il mesure 50 km pour 3 500 m de dénivelé positif et négatif.

### Trooper
Le départ est donné sur le parking du parc national des gorges de Rivière Noire. Après environ 800 m, il rejoint le tracé du parcours « Xtreme » dans les gorges et remonte sur le plateau Remousse. Le parcours est indentique jusqu'à l'arrivée à Tamarin. Il mesure 25 km pour 1 500 m de dénivelé positif et négatif.

## Vainqueurs

### Xtreme
| Édition | Date | Hommes                                              | Hommes                                                  | Hommes                                              | Femmes                                              | Femmes                                              | Femmes                                              |
| ------- | ---- | --------------------------------------------------- | ------------------------------------------------------- | --------------------------------------------------- | --------------------------------------------------- | --------------------------------------------------- | --------------------------------------------------- |
|         |      | Rang                                                | Athlète                                                 | Temps                                               | Rang                                                | Athlète                                             | Temps                                               |
| 1re     | 2011 | 1er                                                 | Ludovic Pommeret                                        | 7 h 19 min 35 s                                     | 17e                                                 | Jasmine Sliwanski                                   | 11 h 11 min 37 s                                    |
| 2e      | 2012 | 1er                                                 | Erik Clavery                                            | 6 h 44 min 37 s                                     | 23e                                                 | Hélène Haegel-Arpin                                 | 8 h 28 min 6 s                                      |
| 3e      | 2013 | 1er                                                 | René Paul Vitry                                         | 5 h 39 min 30 s                                     | 12e                                                 | Cécile Ciman                                        | 7 h 15 min 3 s                                      |
| 4e      | 2014 | 1er                                                 | Ricky Lightfoot                                         | 5 h 19 min 21 s                                     | 13e                                                 | Landie Greyling                                     | 6 h 49 min 10 s                                     |
| 5e      | 2015 | 1er                                                 | Ricky Lightfoot — 2e victoire                           | 5 h 40 min 40 s                                     | 12e                                                 | Landie Greyling — 2e victoire                       | 7 h 5 min 2 s                                       |
| 6e      | 2017 | 1er                                                 | Simon Desvaux de Marigny Ludovic Pommeret — 2e victoire | 5 h 47 min 21 s                                     | 7e                                                  | Nicolette Griffioen                                 | 6 h 55 min 25 s                                     |
| 7e      | 2018 | 1er                                                 | Simon Desvaux de Marigny — 2e victoire                  | 5 h 55 min 0 s                                      | 16e                                                 | Alexandra Clain                                     | 7 h 54 min 31 s                                     |
| 8e      | 2019 | 1er                                                 | Simon Desvaux de Marigny — 3e victoire                  | 5 h 42 min 28 s                                     | 14e                                                 | Gilberte Libel                                      | 7 h 22 min 41 s                                     |
| -       | 2020 | Course annulée en raison de la pandémie de Covid-19 | Course annulée en raison de la pandémie de Covid-19     | Course annulée en raison de la pandémie de Covid-19 | Course annulée en raison de la pandémie de Covid-19 | Course annulée en raison de la pandémie de Covid-19 | Course annulée en raison de la pandémie de Covid-19 |
| 9e      | 2021 | 1er                                                 | Vishal Ittoo                                            | 6 h 51 min 44 s                                     | 14e                                                 | Régine Guibert                                      | 9 h 12 min 26 s                                     |
| 10e     | 2022 | 1er                                                 | Simon Desvaux de Marigny — 4e victoire                  | 6 h 6 min 51 s                                      | 13e                                                 | Maud Combarieu                                      | 7 h 42 min 45 s                                     |
| 11e     | 2023 | 1er                                                 | Simon Desvaux de Marigny — 5e victoire                  | 6 h 7 min 37 s                                      | 3e                                                  | Manon Bohard                                        | 6 h 58 min 21 s                                     |
| 12e     | 2024 | 1er                                                 | Loïc Boyer                                              | 6 h 21 min 46 s                                     | 16e                                                 | Emily Djock                                         | 7 h 57 min 20 s                                     |
| 13e     | 2025 | 1er                                                 | Simon Desvaux de Marigny — 6e victoire                  | 5 h 57 min 23 s                                     | 16e                                                 | Emily Djock — 2e victoire                           | 7 h 41 min 50 s                                     |

### Ti Dodo/Trooper
| Édition | Date | Hommes                                              | Hommes                                              | Hommes                                              | Femmes                                              | Femmes                                              | Femmes                                              |
| ------- | ---- | --------------------------------------------------- | --------------------------------------------------- | --------------------------------------------------- | --------------------------------------------------- | --------------------------------------------------- | --------------------------------------------------- |
|         |      | Rang                                                | Athlète                                             | Temps                                               | Rang                                                | Athlète                                             | Temps                                               |
| 1re     | 2011 | 1er                                                 | Jenny Smith                                         | 2 h 38 min 54 s                                     | 13e                                                 | Laurence Goilot                                     | 3 h 21 min 54 s                                     |
| 2e      | 2012 | 1er                                                 | Joris Milleret                                      | 3 h 7 min 0 s                                       | 10e                                                 | Laurence Goilot — 2e victoire                       | 3 h 58 min 59 s                                     |
| 3e      | 2013 | 1er                                                 | Martial Germane                                     | 2 h 44 min 17 s                                     | 11e                                                 | Friederike Feil                                     | 3 h 20 min 31 s                                     |
| 4e      | 2014 | 1er                                                 | Gerry Perrault                                      | 2 h 28 min 26 s                                     | 22e                                                 | Cécile Ciman Fatima Hibon                           | 3 h 16 min 10 s                                     |
| 5e      | 2015 | 3e                                                  | Sintu Vives Bosch                                   | 2 h 50 min 39 s                                     | 1re                                                 | Laura Orgué                                         | 2 h 40 min 8 s                                      |
| 6e      | 2017 | 1er                                                 | Jeetesh Rao Lukea                                   | 2 h 53 min 47 s                                     | 4e                                                  | Marie Perrier                                       | 3 h 2 min 28 s                                      |
| 7e      | 2018 | 1er                                                 | Vishal Ittoo                                        | 2 h 37 min 31 s                                     | 18e                                                 | Séverine Pont-Combe                                 | 3 h 44 min 41 s                                     |
| 8e      | 2019 | 1er                                                 | Jonathan Cotte                                      | 2 h 37 min 56 s                                     | 8e                                                  | Léa Cavelier                                        | 3 h 37 min 59 s                                     |
| -       | 2020 | Course annulée en raison de la pandémie de Covid-19 | Course annulée en raison de la pandémie de Covid-19 | Course annulée en raison de la pandémie de Covid-19 | Course annulée en raison de la pandémie de Covid-19 | Course annulée en raison de la pandémie de Covid-19 | Course annulée en raison de la pandémie de Covid-19 |
| 9e      | 2021 | 1er                                                 | Jonathan Cotte — 2e victoire                        | 2 h 54 min 41 s                                     | 6e                                                  | Léa Cavelier — 2e victoire                          | 3 h 43 min 19 s                                     |
| 10e     | 2022 | 1er                                                 | Brian François Fils                                 | 2 h 50 min 45 s                                     | 15e                                                 | Jessica Lassara                                     | 3 h 49 min 51 s                                     |
| 11e     | 2023 | 1er                                                 | Brian François Fils — 2e victoire                   | 2 h 40 min 26 s                                     | 6e                                                  | Thaïs Pibouleau                                     | 3 h 24 min 31 s                                     |
| 12e     | 2024 | 1er                                                 | Sacha Lagesse                                       | 2 h 55 min 15 s                                     | 11e                                                 | Daisy Myburgh                                       | 3 h 30 min 7 s                                      |
| 13e     | 2025 | 1er                                                 | Jean Patrice Payet                                  | 3 h 0 min 8 s                                       | 16e                                                 | Tayana Ozoux                                        | 3 h 50 min 31 s                                     |